# Józef Mikulski (aktor)
Józef Mikulski (ur. 1 lipca 1849 w Warszawie, zm. 6 września 1928 tamże) – polski aktor i reżyser teatralny, dyrektor teatru prowincjonalnego w latach 1875–1876.

## Kariera teatralna
Uczeń J. Chęcińskiego i J. Królikowskiego. Absolwent Konserwatorium Warszawskiego. W 1867 debiutował w zespole Lucjana Ortyńskiego w Kaliszu. Następnie występował w zespołach teatrów prowincjonalnych: Antoniego Raszewskiego (1868), Pawła Ratajewicza (sez. 1868/1869, w tym zespole również reżyserował), Józefa Iwańskiego (sez. 1870/1871, w tym zespole również reżyserował), Anastazego Trapszy (sez. 1872/1873), Jana Łuby (1876), Maksymiliana Kopystyńskiego (sez. 1876/1877) i Józefa Puchniewskiego (1883), a także w warszawskch teatrach ogródkowych: „Alhambra” i „Tivoli”. W 1868 r. debiutował w Warszawskich Teatrach Rządowych, lecz nie został zaangażowany, a jedynie występował gościnnie w późniejszych latach. Kolejną, skuteczną próbę zaangażowania do Warszawskich Teatrów Rządowych podjął w 1892 r.  Ponadto w sezonie 1870/1871 związany był z teatrem lwowskim. W sezonie 1873/1874 był reżyserem w teatrze poznańskim. W latach 1920–1924 występował także na scenie t. Reduta w Warszawie. W 1875 r. przejął dyrekcję zespołu teatralnego Jana Łuby i prowadził go do 15 stycznia 1876. Wystąpił m.in. w rolach: Rafaela (Kobiety z kamienia), Henryka (Chatka w lesie), Zbigniewa (Mazepa),  Chmarę (również Mazepa), Ferdynanda (Intryga i miłość), Gustawa (Śluby panieńskie), Franciszka Moora (Zbójcy), Romea (Romeo i Julia), Edmunda (Król Lear) i Małachowskiego (Pani Walewska).
Wystąpił w filmie Trędowata (1926) jako książę Maciej Michorowski.
Ponadto od 1907 r. pełnił funkcję wiceprezesa Stowarzyszenia Artystek, Artystów i Pracowników WTR. Był inicjatorem i wieloletnim członkiem komitetu budowy Schroniska dla aktorów w Skolimowie.
Jego żoną była aktorka teatralna Emilia z Rakowskich (zm. 1887).
Zmarł w Warszawie. Pochowany na cmentarzu Powązkowskim (kwatera M-2-6).

## Ordery i odznaczenia
- Srebrny Krzyż Zasługi (10 grudnia 1925)[4]